# 渡部印刷
渡部印刷株式会社（わたなべいんさつ）は、総合印刷業する日本の企業である。

## 概要
- 初代社長の渡部民也は、松江市の内藤家に生まれたが、幼いころ簸川郡大社町の渡部家に養子にやられる。尋常小学校を出ると町内の印刷所にしばらく勤務していたが、そのあと自分で菓子屋を開業。だが思わしくない商売に見切りをつけて28歳の時松江に出る。見習いのときに覚えた技術を生かそうと片原町で足踏み印刷機一台を元手に印刷所の「渡部印刷」を1927年に創業。
- 創業当時は従業員は一人もおらず、電話もなかった小さな印刷屋をなんとか自分の手で、と民也は官公庁や学校などへ注文とりにかけずり回り、夜中に印刷機を動かした。手間はなくとも引き受けた印刷物は期間内に必ず納品、時には損も覚悟でと、得意先を大事にする熱意が通じたのか、次第に信用が増して事業の方も年々伸びた。家内的だった印刷所もやがては従業員を十数人抱えるところまで成長した。
- 1950年には有限会社に法人化、この年に平版部を新設してオフセット印刷機や製版機、写真カメラ装置。カーボン印刷機など当時の最新施設を整えた。
- 1957年に民也が死去し、その後を長男の正が社長に就任した。
- 本社を1960年に中原町に新築移転すると同時に株式会社に改組して新生スタートする。画期的なオフセット2色刷を手掛けるようになり、業界の注目をあびる。
- 渡部印刷現社長の渡部彰夫は「水と空気の領域以外ならどんな印刷でもこなす」と自負している。一般書籍から県史、県議員史、郷土史、広報誌などの印刷から、ポスター、チラシ、パンフレットといったものはもとより、布地やプラスチックなどの高速印刷もこなす印刷技術に力をいれている。また、週休2日制をいち早く導入した。

## 会社概要
- 本社：島根県松江市中原町192
- 創業：1927年12月
- 代表者：代表取締役・渡部彰夫
- 資本金：2,000万円
- 社員数：52名

## 営業所
- 出雲営業所  島根県出雲市稲岡町32-3
- 米子営業所  鳥取県米子市両三柳3809-1

## 沿革
- 1927年松江市で創業
- 1950年「有限会社渡部印刷」に商号変更　代表取締役専務に渡部正　就任
- 1954年7月渡部民也、須藤貞蔵、長谷川潔、浜村博、犬山善造、真田喜代一を発起人として「島根県印刷工業調整組合」が創立　初代理事長に渡部民也　就任
- 1956年医薬品総合卸業社「株式会社光栄堂」社長に渡部民也　就任
- 1957年「渡部印刷」・「光栄堂」　代表取締役社長に「渡部正」就任　「島根県印刷工業調整組合」副理事長に就任
- 1960年「渡部印刷株式会社」に商号変更。本社を現住所に新築移転
- 1966年「島根県印刷工業調整組合」理事長に渡部正　就任
- 1974年広島市の「成和産業」と「光栄堂」合併し成和産業代表取締役副社長に渡部正　就任
- 1977年10月代表取締役専務に渡部彰夫　就任
- 1988年7月「渡部印刷」代表取締役社長に渡部彰夫　就任

## 関連会社
- 株式会社光栄堂
- 成和産業株式会社
- 山陰製袋株式会社